# Balajor
Balajor – gaun wikas samiti w środkowej części Nepalu  w strefie Dźanakpur w dystrykcie Sindhuli. Według nepalskiego spisu powszechnego z 2001 roku liczył on 692 gospodarstw domowych i 4203 mieszkańców (2156 kobiet i 2047 mężczyzn).